# Cresera tinguaensis
Cresera tinguaensis là một loài bướm đêm thuộc phân họ Arctiinae, họ Erebidae.